# Нурабад (Лурестан)
Нурабад (перс. نورآباد‎) — город на западе Ирана, в провинции Лурестан. Административный центр шахрестана Нурабад. Расположен на расстоянии приблизительно 80 километров к северо-западу от Хорремабада, административного центра провинции.
Город находится в центральной части Загроса, в живописной горной местности, на высоте 1 848 метров над уровнем моря. Нурабад входит в первую пятёрку самых высокогорных городов Ирана. Большинство населения города составляют лаки (не путать с лакцами, народом в Дагестане).
В 10 километрах к юго-западу от города находится археологический памятник Baba Jan, относящийся к первому тысячелетию до н. э.

## Население
На 2006 год население составляло 56 404 человека.
| 1986   | 1991   | 1996   | 2006   |
| ------ | ------ | ------ | ------ |
| 29 188 | 40 000 | 49 173 | 56 404 |